# ...Y al tercer año, resucitó
...Y al tercer año, resucitó es una película española de 1980, del género comedia, dirigida por Rafael Gil. Protagonizada por José Bódalo, Mary Begoña, Francisco Cecilio, Florinda Chico, Juan Luis Galiardo, Antonio Garisa, Isabel Luque, José Nieto, Pedro Sempson y Blaki en los papeles principales.

## Argumento
Basada en la novela homónima de Fernando Vizcaíno Casas, escrita desde una perspectiva de «historia-ficción». Vizcaíno Casas describe los tres primeros años de la transición democrática española como un periodo lleno de desmanes y desgobierno, que se van mostrando siguiendo el hilo argumental de la resurrección de Francisco Franco. Aparecen personajes reales como Felipe González, Adolfo Suárez, Santiago Carrillo, etc.

## Reparto
- José Bódalo como Cura de Rebollar de la Mata
- Mary Begoña como Alicia
- Francisco Cecilio como Director de cine
- Florinda Chico como Prostituta
- Juan Luis Galiardo como Automovilista
- Antonio Garisa como Presidente O.E.I.
- José Nieto como Francisco Franco
- Pedro Sempson como Carlos Arias Navarro
- Blaki como Fede
- Susana Mayo como La Maña
- Emilio Rodríguez como Alcalde protesta agricultores
- Beni Deus como Congresista gallego
- José Sancho como Adolfo Suárez
- Fernando Sancho como Coronel
- Adrián Ortega como Lope
- Luis Sánchez Polack como Tip
- José Luis Coll como Coll
- Juan Santamaría como Felipe González
- Pedro Valentín como Portavoz protesta agricultores
- Ángel de Andrés como Leoncio
- Manuel Alexandre como Productor
- José María Guillén como Presentador tv
- Jesús Guzmán como Alcalde de Rebollar de la Mata
- Rafael Hernández como Eustaquio
- Ricardo Palacios como Jefe de Diego
- Manuel Torremocha como Rodolfo
- Luis Varela como Paco
- Luis Barbero como Hombre en banco del parque
- Saturnino García Hombre que puja 200 pesetas
- Carlos Lucas como Conserje
- Pepe Ruiz como Periodista
- Fernando Sánchez Polack Delegado del Enclave Autónomo Serrano